# Suíça nos Jogos Olímpicos de Inverno de 2006
A Suíça enviou 140 competidores para os Jogos Olímpicos de Inverno de 2006, em Turim, na Itália. A delegação conquistou 14 medalhas no total, sendo cinco de ouro, quatro de prata e cinco de bronze.

## Medalhas
| Atleta                                                              | Esporte             | Evento                            | Medalha |
| ------------------------------------------------------------------- | ------------------- | --------------------------------- | ------- |
| Evelyne Leu                                                         | Esqui estilo livre  | Aerials feminino                  | Ouro    |
| Maya Pedersen-Bieri                                                 | Skeleton            | Feminino                          | Ouro    |
| Tanja Frieden                                                       | Snowboard           | Snowboard cross feminino          | Ouro    |
| Philipp Schoch                                                      | Snowboard           | Slalom gigante paralelo masculino | Ouro    |
| Daniela Meuli                                                       | Snowboard           | Slalom gigante paralelo feminino  | Ouro    |
| Mirjam Ott Binia Beeli Valeria Spälty Michèle Moser Manuela Kormann | Curling             | Feminino                          | Prata   |
| Martina Schild                                                      | Esqui alpino        | Downhill feminino                 | Prata   |
| Stéphane Lambiel                                                    | Patinação artística | Individual masculino              | Prata   |
| Simon Schoch                                                        | Snowboard           | Slalom gigante paralelo masculino | Prata   |
| Martin Annen Beat Hefti                                             | Bobsleigh           | Duplas masculinas                 | Bronze  |
| Martin Annen Beat Hefti Cedric Grand Thomas Lamparter               | Bobsleigh           | Equipes masculinas                | Bronze  |
| Bruno Kernen                                                        | Esqui alpino        | Downhill masculino                | Bronze  |
| Ambrosi Hoffmann                                                    | Esqui alpino        | Super-G masculino                 | Bronze  |
| Gregor Stähli                                                       | Skeleton            | Masculino                         | Bronze  |

## Desempenho

### Biatlo
| Atleta             | Evento                | Final     | Final | Final |
| Atleta             | Evento                | Tempo     | Pen.  | Pos.  |
| ------------------ | --------------------- | --------- | ----- | ----- |
| Simon Hallenbarter | Velocidade masculino  | 30:05.7   | 5     | 66    |
| Simon Hallenbarter | Individual masculino  | 1:04:37.0 | 8     | 76    |
| Matthias Simmen    | Velocidade masculino  | 28:56.3   | 3     | 45    |
| Matthias Simmen    | Perseguição masculino | 38:08.85  | 4     | 23    |
| Matthias Simmen    | Individual masculino  | 1:01:04.9 | 5     | 52    |

### Bobsleigh
| Atleta                                                | Evento             | Final      | Final      | Final      | Final      | Final   | Final             |
| Atleta                                                | Evento             | 1ª corrida | 2ª corrida | 3ª corrida | 4ª corrida | Total   | Pos.              |
| ----------------------------------------------------- | ------------------ | ---------- | ---------- | ---------- | ---------- | ------- | ----------------- |
| Martin Annen Beat Hefti                               | Duplas masculinas  | 55.54      | 55.67      | 56.18      | 56.34      | 3:43.73 | Medalha de bronze |
| Ivo Rüegg Cédric Grand                                | Duplas masculinas  | 55.85      | 55.74      | 56.37      | 56.90      | 3:44.86 | 8                 |
| Maya Bamert Martina Feusi                             | Duplas femininas   | 57.72      | 57.78      | 58.00      | 58.54      | 3:52.04 | 8                 |
| Sabina Hafner Cora Huber                              | Duplas femininas   | 57.86      | 57.92      | 58.73      | 58.35      | 3:52.86 | 10                |
| Martin Annen Beat Hefti Thomas Lamparter Cédric Grand | Equipes masculinas | 55.26      | 55.37      | 55.00      | 55.20      | 3:40.83 | Medalha de bronze |
| Ivo Rüegg Andy Gees Roman Handschin Christian Aebli   | Equipes masculinas | 55.65      | 55.63      | 55.22      | 55.30      | 3:41.80 | 8                 |

### Combinado nórdico
| Ronny Heer                                          | Velocidade           | 105.6 | 22 | 1:20 | 19:37.7 +1:08.7  | 20 |
| Ronny Heer                                          | Individual Gundersen | 213.5 | 26 | 3:16 | 43:27.0 +3:42.4  | 24 |
| Andreas Hurschler                                   | Velocidade           | 98.1  | 33 | 1:50 | 19:41.6 +1:12.6  | 21 |
| Andreas Hurschler                                   | Individual Gundersen | 193.5 | 39 | 4:36 | 43:21.9 +3:37.3  | 23 |
| Seppi Hurschler                                     | Velocidade           | 105.3 | 24 | 1:22 | 19:51.46 +1:22.4 | 24 |
| Seppi Hurschler                                     | Individual Gundersen | 211.0 | 30 | 3:26 | 43:18.4 +3:33.8  | 22 |
| Ivan Rieder                                         | Velocidade           | 105.5 | 23 | 1:21 | 19:21.0 +2:13.0  | 36 |
| Ivan Rieder                                         | Individual Gundersen | 230.0 | 14 | 2:10 | 43:58.6 +4:14.0  | 27 |
| Ronny Heer Andreas Hurschler Ivan Rieder Jan Schmid | Equipes              | 839.6 | 7  | 1:14 | 51:14.9 +1:22.3  | 4  |

### Curling
| Equipe                                                                     | Evento    | Preliminar               | Preliminar | Semifinal         | Final             | Pos.             |
| Equipe                                                                     | Evento    | Adversário Placar        | Pos.       | Adversário Placar | Adversário Placar | Pos.             |
| -------------------------------------------------------------------------- | --------- | ------------------------ | ---------- | ----------------- | ----------------- | ---------------- |
| Mirjam Ott Binia Beeli Valeria Spälty Michèle Moser-Knobel Manuela Kormann | Feminino  | ITA Itália V 11-4        | 2          | CAN Canadá V 7-5  | SWE Suécia D 6-7  | Medalha de prata |
| Mirjam Ott Binia Beeli Valeria Spälty Michèle Moser-Knobel Manuela Kormann | Feminino  | GBR Grã-Bretanha V 4-5   | 2          | CAN Canadá V 7-5  | SWE Suécia D 6-7  | Medalha de prata |
| Mirjam Ott Binia Beeli Valeria Spälty Michèle Moser-Knobel Manuela Kormann | Feminino  | NOR Noruega D 5-6        | 2          | CAN Canadá V 7-5  | SWE Suécia D 6-7  | Medalha de prata |
| Mirjam Ott Binia Beeli Valeria Spälty Michèle Moser-Knobel Manuela Kormann | Feminino  | CAN Canadá V 6-5         | 2          | CAN Canadá V 7-5  | SWE Suécia D 6-7  | Medalha de prata |
| Mirjam Ott Binia Beeli Valeria Spälty Michèle Moser-Knobel Manuela Kormann | Feminino  | DEN Dinamarca V 10-2     | 2          | CAN Canadá V 7-5  | SWE Suécia D 6-7  | Medalha de prata |
| Mirjam Ott Binia Beeli Valeria Spälty Michèle Moser-Knobel Manuela Kormann | Feminino  | SWE Suécia D 7-9         | 2          | CAN Canadá V 7-5  | SWE Suécia D 6-7  | Medalha de prata |
| Mirjam Ott Binia Beeli Valeria Spälty Michèle Moser-Knobel Manuela Kormann | Feminino  | RUS Rússia V 7-4         | 2          | CAN Canadá V 7-5  | SWE Suécia D 6-7  | Medalha de prata |
| Mirjam Ott Binia Beeli Valeria Spälty Michèle Moser-Knobel Manuela Kormann | Feminino  | USA Estados Unidos V 9-8 | 2          | CAN Canadá V 7-5  | SWE Suécia D 6-7  | Medalha de prata |
| Mirjam Ott Binia Beeli Valeria Spälty Michèle Moser-Knobel Manuela Kormann | Feminino  | JPN Japão V 11-5         | 2          | CAN Canadá V 7-5  | SWE Suécia D 6-7  | Medalha de prata |
| Ralph Stöckli Claudio Pescia Pascal Sieber Simon Strübin Marco Battilana   | Masculino | FIN Finlândia V 7-2      | 6          | Não avançou       | Não avançou       | Não avançou      |
| Ralph Stöckli Claudio Pescia Pascal Sieber Simon Strübin Marco Battilana   | Masculino | NOR Noruega D 2-5        | 6          | Não avançou       | Não avançou       | Não avançou      |
| Ralph Stöckli Claudio Pescia Pascal Sieber Simon Strübin Marco Battilana   | Masculino | CAN Canadá D 5-7         | 6          | Não avançou       | Não avançou       | Não avançou      |
| Ralph Stöckli Claudio Pescia Pascal Sieber Simon Strübin Marco Battilana   | Masculino | NZL Nova Zelândia V 9-7  | 6          | Não avançou       | Não avançou       | Não avançou      |
| Ralph Stöckli Claudio Pescia Pascal Sieber Simon Strübin Marco Battilana   | Masculino | GER Alemanha V 8-5       | 6          | Não avançou       | Não avançou       | Não avançou      |
| Ralph Stöckli Claudio Pescia Pascal Sieber Simon Strübin Marco Battilana   | Masculino | USA Estados Unidos D 5-7 | 6          | Não avançou       | Não avançou       | Não avançou      |
| Ralph Stöckli Claudio Pescia Pascal Sieber Simon Strübin Marco Battilana   | Masculino | GBR Grã-Bretanha D 5-6   | 6          | Não avançou       | Não avançou       | Não avançou      |
| Ralph Stöckli Claudio Pescia Pascal Sieber Simon Strübin Marco Battilana   | Masculino | SWE Suécia V 8-3         | 6          | Não avançou       | Não avançou       | Não avançou      |
| Ralph Stöckli Claudio Pescia Pascal Sieber Simon Strübin Marco Battilana   | Masculino | ITA Itália V 10-2        | 6          | Não avançou       | Não avançou       | Não avançou      |

### Esqui alpino
| Atletas               | Evento                   | Final      | Final      | Final      | Final   | Final             |
| Atletas               | Evento                   | 1ª Corrida | 2ª Corrida | 3ª Corrida | Total   | Pos.              |
| --------------------- | ------------------------ | ---------- | ---------- | ---------- | ------- | ----------------- |
| Daniel Albrecht       | Slalom gigante masculino | DNF        | DNF        | DNF        | DNF     | DNF               |
| Daniel Albrecht       | Slalom masculino         | 55.33      | DNF        | DNF        | DNF     | DNF               |
| Daniel Albrecht       | Combinado masculino      | 1:40.47    | 45.31      | 44.95      | 3:10.73 | 4                 |
| Fraenzi Aufdenblatten | Downhill feminino        |            |            |            | 1:57.96 | 12                |
| Fraenzi Aufdenblatten | Super-G feminino         |            |            |            | 1:34.10 | 17                |
| Fraenzi Aufdenblatten | Slalom gigante feminino  | 1:03.46    | 1:09.16    |            | 2:12.62 | 16                |
| Fraenzi Aufdenblatten | Combinado feminino       | 41.22      | 47.23      | DNS        | DNS     | DNS               |
| Marc Berthod          | Slalom gigante masculino | 1:19.05    | 1:19.20    |            | 2:38.25 | 17                |
| Marc Berthod          | Slalom masculino         | 56.22      | 49.78      |            | 1:46.00 | 14                |
| Marc Berthod          | Combinado masculino      | 1:41.24    | 45.21      | 44.77      | 3:11.22 | 7                 |
| Sylviane Berthod      | Downhill feminino        |            |            |            | 1:58.36 | 14                |
| Sylviane Berthod      | Super-G feminino         |            |            |            | 1:34.00 | 15                |
| Didier Cuche          | Super-G masculino        |            |            |            | 1:31.50 | 12                |
| Didier Cuche          | Slalom gigante masculino | 1:19.08    | 1:20.25    |            | 2:39.33 | 19                |
| Didier Defago         | Downhill masculino       |            |            |            | 1:51.51 | 26                |
| Didier Defago         | Super-G masculino        |            |            |            | 1:31.90 | 16                |
| Didier Defago         | Slalom gigante masculino | 1:18.03    | 1:19.57    |            | 2:37.60 | 14                |
| Didier Defago         | Combinado masculino      | 1:38.68    | DNF        | DNF        | DNF     | DNF               |
| Tobias Gruenenfelder  | Downhill masculino       |            |            |            | 1:50.44 | 12                |
| Ambrosi Hoffmann      | Downhill masculino       |            |            |            | 1:50.72 | 17                |
| Ambrosi Hoffmann      | Super-G masculino        |            |            |            | 1:30.98 | Medalha de bronze |
| Bruno Kernen          | Downhill masculino       |            |            |            | 1:49.82 | Medalha de bronze |
| Bruno Kernen          | Super-G masculino        |            |            |            | 1:31.95 | 18                |
| Martina Schild        | Downhill feminino        |            |            |            | 1:56.86 | Medalha de prata  |
| Martina Schild        | Super-G feminino         |            |            |            | 1:33.33 | 6                 |
| Nadia Styger          | Downhill feminino        |            |            |            | 1:57.62 | 5                 |
| Nadia Styger          | Super-G feminino         |            |            |            | 1:35.57 | 35                |
| Nadia Styger          | Slalom gigante feminino  | 1:01.87    | 1:12.58    |            | 2:14.45 | 24                |
| Silvan Zurbriggen     | Slalom masculino         | 55.17      | 50.93      |            | 1:46.10 | 15                |
| Silvan Zurbriggen     | Combinado masculino      | 1:41.08    | DNF        | DNF        | DNF     | DNF               |

### Esqui cross-country
| Atleta                                                                  | Evento                           | Preliminares | Preliminares | Quartas     | Quartas     | Semifinal   | Semifinal   | Final       | Final |
| Atleta                                                                  | Evento                           | Total        | Pos.         | Total       | Pos.        | Total       | Pos.        | Total       | Pos.  |
| ----------------------------------------------------------------------- | -------------------------------- | ------------ | ------------ | ----------- | ----------- | ----------- | ----------- | ----------- | ----- |
| Seraina Boner                                                           | Clássico feminino                |              |              |             |             |             |             | 30:58.0     | 41    |
| Reto Burgermeister                                                      | Perseguição combinada masculina  |              |              |             |             |             |             | 1:25:49.9   | 59    |
| Christoph Eigenmann                                                     | Velocidade individual masculino  | 2:20.46      | 30 Q         | 2:25.6      | 6           | Não avançou | Não avançou | Não avançou | 30    |
| Remo Fischer                                                            | Perseguição combinada masculina  |              |              |             |             |             |             | 1:20:19.7   | 36    |
| Remo Fischer                                                            | Largada coletiva masculina       |              |              |             |             |             |             | 2:06:40.9   | 21    |
| Natascia Leonardi Cortesi                                               | Perseguição combinada feminina   |              |              |             |             |             |             | 45:34.3     | 24    |
| Natascia Leonardi Cortesi                                               | Largada coletiva feminina        |              |              |             |             |             |             | 1:25:32.0   | 16    |
| Toni Livers                                                             | Perseguição combinada masculina  |              |              |             |             |             |             | 1:21:08.2   | 40    |
| Toni Livers                                                             | Largada coletiva masculina       |              |              |             |             |             |             | 2:07:25.4   | 32    |
| Seraina Mischol                                                         | Clássico feminino                |              |              |             |             |             |             | 29:30.4     | 15    |
| Seraina Mischol                                                         | Velocidade individual feminino   | 2:18.83      | 32           | Não avançou | Não avançou | Não avançou | Não avançou | Não avançou | 32    |
| Laurence Rochat                                                         | Clássico feminino                |              |              |             |             |             |             | 30:02.2     | 25    |
| Laurence Rochat                                                         | Velocidade individual feminino   | 2:17.73      | 26 Q         | 2:18.9      | 3           | Não avançou | Não avançou | Não avançou | 15    |
| Christian Stebler                                                       | Clássico masculino               |              |              |             |             |             |             | 40:38.6     | 29    |
| Christian Stebler                                                       | Largada coletiva masculina       |              |              |             |             |             |             | 2:11:13.0   | 50    |
| Reto Burgermeister Christoph Eigenmann                                  | Velocidade por equipes masculino |              |              |             |             | 18:00.6     | 8           | Não avançou | 15    |
| Reto Burgermeister Christian Stebler Toni Livers Remo Fischer           | Revezamento masculino            |              |              |             |             |             |             | 1:45:10.9   | 7     |
| Seraina Mischol Laurence Rochat Natascia Leonardi Cortesi Seraina Boner | Revezamento feminino             |              |              |             |             |             |             | 56:52.4     | 11    |

### Esqui estilo livre
| Atleta         | Evento            | Preliminar | Preliminar | Final       | Final           |
| Atleta         | Evento            | Pontos     | Pos.       | Pontos      | Pos.            |
| -------------- | ----------------- | ---------- | ---------- | ----------- | --------------- |
| Thomas Lambert | Aerials masculino | 214.77     | 14         | Não avançou | 14              |
| Evelyne Leu    | Aerials feminino  | 180.37     | 4 Q        | 202.55      | Medalha de ouro |
| Manuela Müller | Aerials feminino  | 168.31     | 9 Q        | 159.14      | 7               |
| Renato Ulrich  | Aerials masculino | 225.75     | 11 Q       | 204.75      | 11              |

### Hóquei no gelo
| Equipe | Evento    | Fase de grupos            | Fase de grupos | Quartas           | Semifinal         | Final             | Pos.        |
| Equipe | Evento    | Adversário Placar         | Pos.           | Adversário Placar | Adversário Placar | Adversário Placar | Pos.        |
| --- | --------- | ------------------------- | -------------- | ----------------- | ----------------- | ----------------- | ----------- |
| Silvia Bruggmann Nicole Bullo Sandra Cattaneo Daniela Diaz Patricia Elsmore-Sautter Angela Frautschi Ramona Fuhrer Ruth Künzle Kathrin Lehmann Monika Leuenberger Jeanette Marty Julia Marty Stefanie Marty Christine Meier Prisca Mosimann Sandrine Ray Rachel Rochat Laura Ruhnke Florence Schelling Tina Schumacher                                             | Feminino  | USA Estados Unidos D 0-6  | 4 (Gr. B)      |                   | Não avançou       | Não avançou       | Não avançou |
| Silvia Bruggmann Nicole Bullo Sandra Cattaneo Daniela Diaz Patricia Elsmore-Sautter Angela Frautschi Ramona Fuhrer Ruth Künzle Kathrin Lehmann Monika Leuenberger Jeanette Marty Julia Marty Stefanie Marty Christine Meier Prisca Mosimann Sandrine Ray Rachel Rochat Laura Ruhnke Florence Schelling Tina Schumacher                                             | Feminino  | RUS Rússia V 12-0         | 4 (Gr. B)      |                   | Não avançou       | Não avançou       | Não avançou |
| Silvia Bruggmann Nicole Bullo Sandra Cattaneo Daniela Diaz Patricia Elsmore-Sautter Angela Frautschi Ramona Fuhrer Ruth Künzle Kathrin Lehmann Monika Leuenberger Jeanette Marty Julia Marty Stefanie Marty Christine Meier Prisca Mosimann Sandrine Ray Rachel Rochat Laura Ruhnke Florence Schelling Tina Schumacher                                             | Feminino  | SWE Suécia V 8-1          | 4 (Gr. B)      |                   | Não avançou       | Não avançou       | Não avançou |
| David Aebischer Marco Bührer Martin Gerber Goran Bezina Severin Blindenbacher Beat Forster Steve Hirschi Olivier Keller Mathias Seger Mark Streit Julien Vauclair Flavien Conne Patric Della Rossa Paul DiPietro Patrick Fischer Sandy Jeannin Marcel Jenni Romano Lemm Thierry Paterlini Martin Plüss Ivo Rüthemann Adrian Wichser Thomas Ziegler1 Andres Ambühl1 | Masculino | FIN Finlândia D 0-5       | 2 (Gr. A)      | SWE Suécia D 2-6  | Não avançou       | Não avançou       | Não avançou |
| David Aebischer Marco Bührer Martin Gerber Goran Bezina Severin Blindenbacher Beat Forster Steve Hirschi Olivier Keller Mathias Seger Mark Streit Julien Vauclair Flavien Conne Patric Della Rossa Paul DiPietro Patrick Fischer Sandy Jeannin Marcel Jenni Romano Lemm Thierry Paterlini Martin Plüss Ivo Rüthemann Adrian Wichser Thomas Ziegler1 Andres Ambühl1 | Masculino | CZE República Checa V 3-2 | 2 (Gr. A)      | SWE Suécia D 2-6  | Não avançou       | Não avançou       | Não avançou |
| David Aebischer Marco Bührer Martin Gerber Goran Bezina Severin Blindenbacher Beat Forster Steve Hirschi Olivier Keller Mathias Seger Mark Streit Julien Vauclair Flavien Conne Patric Della Rossa Paul DiPietro Patrick Fischer Sandy Jeannin Marcel Jenni Romano Lemm Thierry Paterlini Martin Plüss Ivo Rüthemann Adrian Wichser Thomas Ziegler1 Andres Ambühl1 | Masculino | CAN Canadá V 2-0          | 2 (Gr. A)      | SWE Suécia D 2-6  | Não avançou       | Não avançou       | Não avançou |
| David Aebischer Marco Bührer Martin Gerber Goran Bezina Severin Blindenbacher Beat Forster Steve Hirschi Olivier Keller Mathias Seger Mark Streit Julien Vauclair Flavien Conne Patric Della Rossa Paul DiPietro Patrick Fischer Sandy Jeannin Marcel Jenni Romano Lemm Thierry Paterlini Martin Plüss Ivo Rüthemann Adrian Wichser Thomas Ziegler1 Andres Ambühl1 | Masculino | GER Alemanha E 2-2        | 2 (Gr. A)      | SWE Suécia D 2-6  | Não avançou       | Não avançou       | Não avançou |
| David Aebischer Marco Bührer Martin Gerber Goran Bezina Severin Blindenbacher Beat Forster Steve Hirschi Olivier Keller Mathias Seger Mark Streit Julien Vauclair Flavien Conne Patric Della Rossa Paul DiPietro Patrick Fischer Sandy Jeannin Marcel Jenni Romano Lemm Thierry Paterlini Martin Plüss Ivo Rüthemann Adrian Wichser Thomas Ziegler1 Andres Ambühl1 | Masculino | ITA Itália E 3-3          | 2 (Gr. A)      | SWE Suécia D 2-6  | Não avançou       | Não avançou       | Não avançou |

### Luge
| Atleta         | Evento               | Final      | Final      | Final      | Final      | Final    | Final |
| Atleta         | Evento               | 1ª corrida | 2ª corrida | 3ª corrida | 4ª corrida | Total    | Pos.  |
| -------------- | -------------------- | ---------- | ---------- | ---------- | ---------- | -------- | ----- |
| Stefan Höhener | Individual masculino | 52.459     | 51.989     | 52.124     | 52.212     | 3:28.784 | 15    |
| Martina Kocher | Individual feminino  | 47.548     | 47.410     | 47.276     | 47.357     | 3:09.591 | 9     |

### Patinação artística
| Atleta           | Evento               | Programa curto | Programa curto | Programa longo | Programa longo | Total       | Total            |
| Atleta           | Evento               | Pontos         | Pos.           | Pontos         | Pos.           | Pontos      | Pos.             |
| ---------------- | -------------------- | -------------- | -------------- | -------------- | -------------- | ----------- | ---------------- |
| Stéphane Lambiel | Individual masculino | 79.04          | 3 Q            | 152.17         | 4              | 231.21      | Medalha de prata |
| Sarah Meier      | Individual feminino  | 55.57          | 10 Q           | 100.56         | 8              | 156.13      | 8                |
| Jamal Othman     | Individual masculino | 52.18          | 27             | Não avançou    | Não avançou    | Não avançou | 27               |

### Salto de esqui
| Atleta                                                       | Evento                  | Preliminar | Preliminar | 1ª rodada | 1ª rodada | Final       | Final       | Final |
| Atleta                                                       | Evento                  | Pontos     | Pos.       | Pontos    | Pos.      | Pontos      | Total       | Pos.  |
| ------------------------------------------------------------ | ----------------------- | ---------- | ---------- | --------- | --------- | ----------- | ----------- | ----- |
| Simon Ammann                                                 | Pista normal individual | 106.0      | 33 Q       | 107.0     | 38        | Não avançou | Não avançou | 38    |
| Simon Ammann                                                 | Pista longa individual  | 111.7      | 4 Q        | 104.4     | 20 Q      | 113.6       | 218.0       | 15    |
| Andreas Küttel                                               | Pista normal individual | 134.5      | 1 PQ       | 133.5     | 4 Q       | 129.0       | 262.5       | 5     |
| Andreas Küttel                                               | Pista longa individual  | 132.6      | 4 PQ       | 120.0     | 6 Q       | 119.1       | 239.1       | 6     |
| Guido Landert                                                | Pista normal individual | 116.0      | 19 Q       | 97.0      | 48        | Não avançou | Não avançou | 48    |
| Guido Landert                                                | Pista longa individual  | 74.4       | 34 Q       | 85.3      | 37        | Não avançou | Não avançou | 37    |
| Michael Moellinger                                           | Pista normal individual | 127.0      | 4 Q        | 126.5     | 12 Q      | 122.5       | 249.0       | 13    |
| Michael Moellinger                                           | Pista longa individual  | 91.3       | 17 Q       | 104.9     | 19 Q      | 120.0       | 224.9       | 13    |
| Simon Ammann Andreas Küttel Guido Landert Michael Moellinger | Pista longa por equipes |            |            | 424.2     | 8 Q       | 462.7       | 886.9       | 7     |

### Skeleton
| Atleta              | Evento    | Final      | Final      | Final   | Final             |
| Atleta              | Evento    | 1ª corrida | 2ª corrida | Total   | Pos.              |
| ------------------- | --------- | ---------- | ---------- | ------- | ----------------- |
| Tanja Morel         | Feminino  | 1:00.85    | 1:01.65    | 2:02.50 | 7                 |
| Maya Pedersen-Bieri | Feminino  | 59.64      | 1:00.19    | 1:59.83 | Medalha de ouro   |
| Gregor Stähli       | Masculino | 58.41      | 58.39      | 1:56.80 | Medalha de bronze |

### Snowboard
Halfpipe
| Atleta                | Evento             | Preliminar | Preliminar | Preliminar | Preliminar | Final       | Final       | Final |
| Atleta                | Evento             | Pontos     | Pos.       | Pontos     | Pos.       | 1ª corrida  | 2ª corrida  | Pos.  |
| --------------------- | ------------------ | ---------- | ---------- | ---------- | ---------- | ----------- | ----------- | ----- |
| Therry Brunner        | Halfpipe masculino | 23.0       | 26         | 9.2        | 33         | Não avançou | Não avançou | 39    |
| Frederik Kalbermatten | Halfpipe masculino | 16.8       | 32         | 30.8       | 18         | Não avançou | Não avançou | 24    |
| Markus Keller         | Halfpipe masculino | 33.7       | 12         | 38.3       | 5 Q        | (29.3)      | 38.5        | 7     |
| Manuela Pesko         | Halfpipe feminino  | 7.1        | 32         | 36.9       | 3 Q        | 35.9        | (14.2)      | 7     |
| Gian Simmen           | Halfpipe masculino | 32.0       | 14         | 33.8       | 13         | Não avançou | Não avançou | 19    |

Slalom gigante paralelo
| Atleta         | Evento                            | Preliminar | Preliminar | Oitavas                      | Quartas                    | Semifinal                                   | Final                                      | Final            |
| Atleta         | Evento                            | Pontos     | Pos.       | Adversário Tempo             | Adversário Tempo           | Adversário Tempo                            | Adversário Tempo                           | Pos.             |
| -------------- | --------------------------------- | ---------- | ---------- | ---------------------------- | -------------------------- | ------------------------------------------- | ------------------------------------------ | ---------------- |
| Ursula Bruhin  | Slalom gigante paralelo feminino  | 1:21.47    | 7 Q        | AUT Krings (10) V -2.06      | USA Fletcher (2) D +0.15   | Disputa de 5º-8º FRA Pomagalski (3) D +4.76 | Disputa de 7º-8º RUS Boldikova (4) V -1.74 | 7                |
| Heinz Inniger  | Slalom gigante paralelo masculino | 1:09.96    | 3 Q        | AUT Walder (3) V -0.66       | AUT Grabner (6) D +0.61    | Disputa de 5º-8º SLO Flander (10) V -0.14   | Disputa de 5º-6º SLO Kosir (8) V -0.42     | 5                |
| Gilles Jaquet  | Slalom gigante paralelo masculino | 1:10.47    | 5 Q        | ITA Fischnaller (12) V -0.51 | FRA Bozzetto (13) D +1.54  | Disputa de 5º-8º SLO Kosir (8) D +4.55      | Disputa de 7º-8º SLO Flander (10) D +0.41  | 8                |
| Daniela Meuli  | Slalom gigante paralelo feminino  | 1:21.36    | 6 Q        | AUT Krings (11) V -1.00      | FRA Pomagalski (3) V -1.43 | USA Fletcher (2) V -3.70                    | GER Kober (5) V -15.97                     | Medalha de ouro  |
| Philipp Schoch | Slalom gigante paralelo masculino | 1:09.83    | 2 Q        | AUS Oppliger (15) V -1.37    | SLO Flander (10) V -1.07   | AUT Grabner (6) V -0.34                     | SUI Schoch (1) V -0.73                     | Medalha de ouro  |
| Simon Schoch   | Slalom gigante paralelo masculino | 1:09.38    | 1 Q        | SWE Biveson (16) V -0.52     | SLO Kosir (8) V -1.27      | FRA Bozzetto (13) V -0.38                   | SUI Schoch (2) D +0.73                     | Medalha de prata |

Snowboard Cross
| Atleta          | Evento                    | Preliminar | Preliminar | Oitavas | Quartas     | Semifinal   | Final               | Final           |
| Atleta          | Evento                    | Pontos     | Pos.       | Posição | Posição     | Posição     | Posição             | Pos.            |
| --------------- | ------------------------- | ---------- | ---------- | ------- | ----------- | ----------- | ------------------- | --------------- |
| Mellie Francon  | Snowboard cross feminino  | 1:32.30    | 14 Q       |         | 1 Q         | 3           | Disputa de 5º-8º 1  | 5               |
| Tanja Frieden   | Snowboard cross feminino  | 1:29.77    | 4 Q        |         | 1 Q         | 2 Q         | 1                   | Medalha de ouro |
| Marco Huser     | Snowboard cross masculino | 1:20.26    | 2 Q        | 2 Q     | 3           | Não avançou | Disputa de 9º-12º 1 | 9               |
| Ueli Kestenholz | Snowboard cross masculino | 1:22.32    | 21 Q       | 4       | Não avançou | Não avançou | Não avançou         | 25              |
| Olivia Nobs     | Snowboard cross feminino  | 1:30.44    | 7 Q        |         | 3           | Não avançou | Disputa de 9º-12º 3 | 11              |

Legenda
| Recorde mundial      | Recorde mundial (World record)               |                       | Recorde africano                      | Recorde africano (African) |                                           | Q | Classificado por posição (Qualified) |
| Recorde olímpico     | Recorde olímpico (Olympic record)            | Recorde da América    | Recorde da América (Americas)         | q                          | Classificado por melhor tempo (Qualified) |   |                                      |
| Melhor marca do ano  | Melhor marca do ano (World leading)          | Recorde asiático      | Recorde asiático (Asian)              | DNS                        | Não largou (Did not start)                |   |                                      |
| Recorde nacional     | Recorde nacional (National record)           | Recorde europeu       | Recorde europeu (European)            | DNF                        | Não terminou (Did not finish)             |   |                                      |
| Recorde pessoal      | Recorde pessoal do atleta (Personal best)    | Recorde da Oceania    | Recorde da Oceania (Oceania)          | DSQ / DQ                   | Desclassificado (Disqualified)            |   |                                      |
| Recorde da temporada | Recorde da temporada do atleta (Season best) | Recorde sul-americano | Recorde sul-americano (South America) | NM                         | Sem marca (No mark)                       |   |                                      |